# Протеопедія
Протеопедія (англ. Proteopedia) — вікі, 3D-енциклопедія білків та інших молекул.
Сайт містить сторінку для кожного запису в Банку даних білків (>130,000 сторінок), а також сторінки, які описують білкові структури загалом, такі як ацетилхолінестераза, гемоглобін, і фотосистема II із застосуванням технології Jmol, яка підсвічує функціональні частини й ліганди. У ньому використовується інструмент для створення таких картинок, тому користувачам не потрібно вивчати мову зображень JSmol для створення індивідуальних молекулярних зображень. Спеціальні зображення легко приєднуються до «зелених посилань» в описовому тексті, які відображають ці картинки в JSmol. Веббраузер — це все, що потрібно для доступу до сайту та 3D-інформації; не потрібно встановлювати програми перегляду.
2010 року Протеопедія отримала нагороду за найкращий вебсайт від журналу The Scientist.
Весь вміст, доданий користувачами, є безкоштовним і покривається ліцензією GNU Free Documentation License. Протеопедія розміщується в Ізраїльському центрі структурної протеоміки у Науково-дослідному інституті імені Вейцмана.